# Rui Tiago Dantas da Silva
Rui Tiago Dantas da Silva (Águas Santas, Portugal, 7 de febrer de 1994) és un futbolista portuguès que juga com a porter pel Sporting CP de la Primeira Liga, cedit pel Reial Betis.

## Trajectòria
A dotze anys va començar a formar-se com a futbolista amb el FC Maia, fins que el 2012 el CD Nacional el va fitxar. Tan sols va jugar una temporada en el filial, ja que la temporada 2013-14 va fer el seu debut en lliga amb el primer equip contra el Gil Vicente FC l'11 de maig de 2014. Aquella temporada tan sols va jugar un partit de lliga i un de copa, augmentant a 9 de lliga i dues de copa en la temporada següent. No va ser fins a la 2015-16 que no va obtenir la titularitat amb el club, moment en el qual Eduardo Gottardi, porter titular del Nacional va marxar del club. El 27 de gener de 2017 es va fer oficial el seu fitxatge pel Granada CF. Durant el seu primer any i mig al club va ser habitualment suplent, no sent fins a la temporada 2018-19 quan es va convertir en un fix per a l'entrenador Diego Martínez. El 6 de desembre de 2020 va disputar el seu partit número 100 amb el conjunt nassarita en un empat a tres davant la SD Huesca. L'11 de juny de 2021 es va fer oficial el seu fitxatge pel Reial Betis Balompié per a les següents cinc temporades.
Silva fou cedit a l'Sporting CP el 14 de gener de 2025, i va retornar així a Portugal; l'1 de juliol el club té una obligació de compra per 4 milions d'euros.

## Internacional
Va formar part de la selecció de futbol sub-19 de Portugal, de la sub-20 i de la sub-21, arribant a disputar un partit del Torneig Esperances de Toulon de 2016 el 23 de maig contra el Japó.
El 9 de juny de 2021 va debutar amb la selecció portuguesa absoluta en un amistós contra Israel que els lusitans van vèncer per 4-0.